# Елла Рампф
Елла Рампф (нім. Ella Rumpf; нар. 4 лютого 1995) — швейцарська акторка, найбільш відома за роллю Алексії у драматичному фільмі жахів 2016 року «Сире», який виграв Трофі Сазерленда на Лондонському кінофестивалі BFI у 2016 році. Також відома роллями у фільмах «Дівчина-тигр» (2017) і «Божественний порядок» (2017).

## Життя та кар'єра
Елла Рампф народилася в Парижі і виросла в Цюріху, Швейцарія. Її батько — психотерапевт, мати — викладачка. Рампф пішла до школи Штайнера, де отримала перший акторський досвід, зігравши головну роль у виставі «Ромео і Джульєтта» у 14 років. У 16 років знялася у своєму дебютному фільмі під назвою «Літо на вулиці» 2011 року режисера Фрідеріке Єн.
У 2014 році отримала роль Елі у повнометражному фільмі «На війні» режисера Сімона Жакме, за яку була номінована на «Найкращу жіночу роль другого плану» на Swiss Film Awards. Для ролі вона поголилася налисо. Вона відвідувала Центр акторської майстерності Джайлса Формана в Лондоні з 2013 по 2015 рік після завершення навчання в Цюріхському університеті прикладних наук у 2013 році.
Елла Рампф знялася разом із Гарансом Марільє у фільмі «Сире» (2016). У 2017 році зіграла головну роль у фільмі «Дівчина тигр» і роль другого плану в «Божественному порядку».
У 2022 році Рампф має з'явитися в телесеріалі HBO «Tokyo Vice», режисером якого буде Майкл Манн, а сценаристом — Джей Ті Роджерс.

## Фільмографія

### Фільми
| Рік  |   | Українська назва             | Оригінальна назва          | Роль             |
| ---- | - | ---------------------------- | -------------------------- | ---------------- |
| 2011 | ф | Літо зовні                   | Summer Outside             | Міа              |
| 2014 | ф | На війні                     | Chrieg                     | Елі              |
| 2016 | ф | Сире                         | Grave                      | Алексія          |
| 2017 | ф | Дівчина тигр                 | Tiger Girl                 | Тигр             |
| 2017 | ф | Божественний порядок         | The Divine Order           | Ганна            |
| 2018 | ф | Асфальтгорили                | Asphaltgorillas            | Марі             |
| 2019 | ф | Добре проти північного вітру | Gut gegen Nordwind         | Адрієнн          |
| 2019 | ф | Симпатія до диявола          | Sympathie pour le diable   | Boba             |
| 2020 | ф | Лінденберг! Роби свою справу | Lindenberg! Mach dein Ding | Сюзанна          |
| 2021 | ф | Душа звіра                   | Soul of a Beast            | Корі             |
| 2023 | ф | Північний комфорт            | Northern Comfort           | Коко             |
| 2023 | ф | Теорема Маргерет             | Marguerite's Theorem       | Маргерет Гоффман |

### Телесеріали
| Рік       |    | Українська назва              | Оригінальна назва                 | Роль                                     |
| --------- | -- | ----------------------------- | --------------------------------- | ---------------------------------------- |
| 2016      | с  | Місце злочину                 | Tatort                            | Ава Фльорі (Епізод: "Kleine Prinzen")    |
| 2017      | тф | Я повертаю час назад для тебе | Für dich dreh ich die Zeit zurück | Хелен                                    |
| 2020      | с  | Фрейд                         | Freud                             | Фльор Саломі (8 епізодів)                |
| 2021      | с  | Спадщина                      | Succession                        | Контесса (2 епізоди)                     |
| 2022—2024 | с  | Поліція Токіо                 | Tokyo Vice                        | Поліна (9 епізодів)                      |
| 2025      | с  | Пісочний чоловік              | The Sandman                       | Еврідіка (Епізод: "The Song of Orpheus") |

## Нагороди та номінації
| Рік  | Нагорода               | Категорія                                 | Номінована робота | Результат |
| ---- | ---------------------- | ----------------------------------------- | ----------------- | --------- |
| 2015 | Швейцарська кінопремія | Краща жіноча роль другого плану           | На війні          | Номінація |
| 2024 | Швейцарська кінопремія | Премія «Кварц» за найкращу жіночу роль    | Теорема Маргерет  | Перемога  |
| 2020 | Премія Shooting Stars  | -                                         | -                 | Перемога  |
| 2024 | Премія Сезар           | Премія «Сезар» найперспективнішій акторці | Теорема Маргерет  | Перемога  |